# Leupoldsgrün
Leupoldsgrün är en kommun och ort i Landkreis Hof i Regierungsbezirk Oberfranken i förbundslandet Bayern i Tyskland.
Kommunen ingår i kommunalförbundet Schauenstein tillsammans med staden Schauenstein.